# 토성 대기권 돌입형 탐사선
토성 대기권 돌입형 탐사선은 2010년 뉴 프론티어 계획에 제안된 토성의 대기에 낙하하여 토성의 대기를 탐사하는 탐사선이다. 목적은 토성의 대기성분과 대기압 등을 알아내는 것이다.

## 역사와 제작배경
2010년, 뉴 프론티어 계획에 탐사선에 관한 연구논문과 뉴 프론티어 계획의 일환으로 하자는 제안서가 제출되었다. 이리하여 뉴 프론티어 계획의 일환으로 들어갈 유력 후보였으나 취소되었다.

## 과학장비
MS:질량분석기로, 토성의 대기구성을 분석하는 것이 목표다.
ASI:토성의 풍속, 대기압, 온도 등을 측정하는 것이 목표다.

## 발사
2027년 발사되어 2034년 발사되는 것이 목표였다.

## 지원, 개발, 투자
- NASA
- JPL
- Caltech
- 존스 홉킨스 대학교
- 코넬 대학교